# Jurúna Indijanci
Jurúna (Juruna, Yuruna, Yudjá), pleme američkih Indijanaca srodno Manitsauáma i Xipayama s kojima čini jezičnu porodicu koja po njima nosi ime, i čini dio velike porodice tupian. Jurune žive na otocima i poluotocima srednjeg toka rijeke Xingu u brazilskoj državi Mato Grosso. Među njima postoje dvije skupine koje teritorijalno dijele velike udaljenosti. Jedna od njih nastanjuje srednji Xingu u državi Para, uključujući i maleni rezervat Paquiçamba, što nije dio njihove službeno priznate teritorije, a druga na gornjem toku na području indijanskog parka Xingu, koji je nastao 1961.
Jurúne su kanu-Indijanci, ribari i ratari (manioka).